# 심장판막증

정상 심박과 비정상 심박

심장판막증(valvular heart disease)은 4개의 심장 판막 중 하나 이상의 심혈관계 질환적 프로세스이다. 이 질환은 크게 노화의 결과로 발생하지만 선천적 이상 또는 특정 질병 또는 류머티스심장병이나 임신 등 생리적 프로세스에 기인한 것일 수도 있다.

## 증상
심부전, 호흡곤란, 협심증, 실신, 쇼크, 승모판 협착, 부종, 객혈, 혈전증, 복수 등 여러 증상을 보일 수 있다.

## 같이 보기
- 심내막염